# Делфт
Делфт (нід. Delft) — місто й муніципалітет у провінції Південна Голландія в Нідерландах. Розташоване на березі річки Схі (нід. Schie) між Роттердамом і Гаагою. На 1 серпня 2020 року в муніципалітеті Делфт проживало 103 037 мешканців. Делфт є відомим завдяки давній історії, зв'язку з королівською родиною, художнику Вермеру, Делфтській блакитній кераміці та Делфтському технічному університету.
Делфтський технічний університет є найбільшим і найвідомішим технічним університетом у Нідерландах. Він був заснований як академія цивільної інженерії в 1842 році королем Вільямом ІІ. Тепер там навчається близько 16 000 студентів і працює понад 2000 науковців.

## Населення
Станом на 31 січня 2022 року населення муніципалітету становило 104468 осіб. Виходячи з площі муніципалітету 22,65 кв. км, станом на 31 січня 2022 року густота населення становила 4.612  осіб/кв. км.
За даними на 1 січня 2020 року, 36,7%  мешканців муніципалітету мають емігрантське походження, у тому числі 15,2% походили із західних країн та 21,5%  — інших країн.

## Економіка
Станом на 2018 рік середній дохід домогосподарства становить 28,2 тис. євро.

## Храми міста
У центрі міста збережено чимало історичних будівель. Серед яких важливими є:
- Стара церква (Oude Kerk). У ній поховані Ян Вермер і Антон ван Левенгук.
- Нова церква (Nieuwe Kerk). Збудована між 1381 і 1496 роками. Висота церковної вежі становить 108,75 м, що робить її другою найвищою церквою в Нідерландах після Утрехтської. Тут знаходиться місце поховання членів королівської сім'ї, серед яких засновник династії Ораньє — Вільгельм Оранський.
- Східні ворота (Oostpoort). Збудовані близько 1400 року. Це єдині ворота в місті, які залишилися від старих міських стін.
- У 17 столітті економіку міста підживлювали пивоварні міста і порцеляна Делфта.

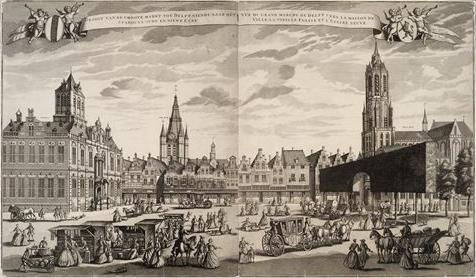
Вид на ринкову площу Делфта (Хроте Маркт), ратушу, Стару і Нову церкви, гравюра близько 1730 року
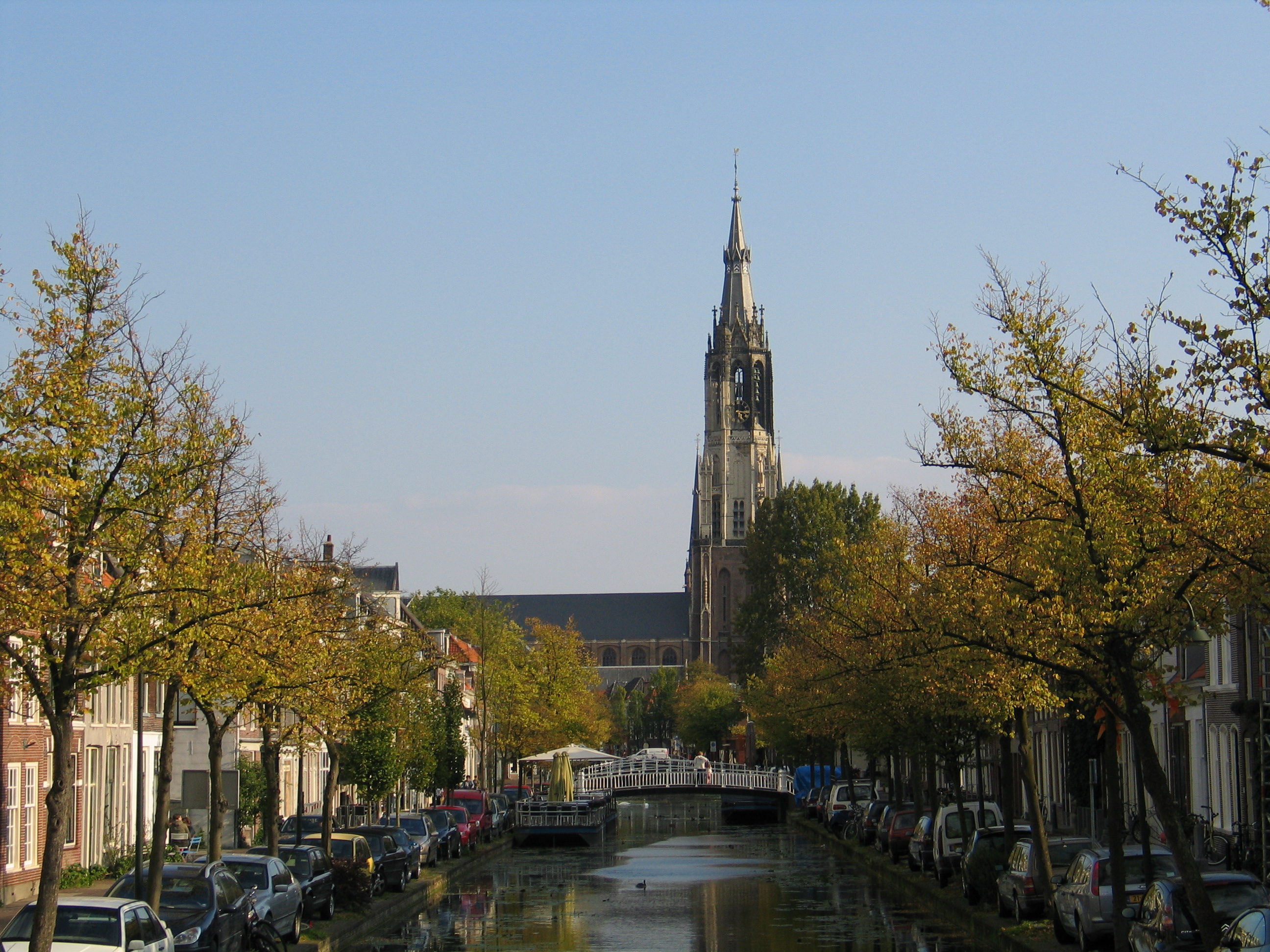
Вид на Нову церкву в Делфті, вересень 2008 року
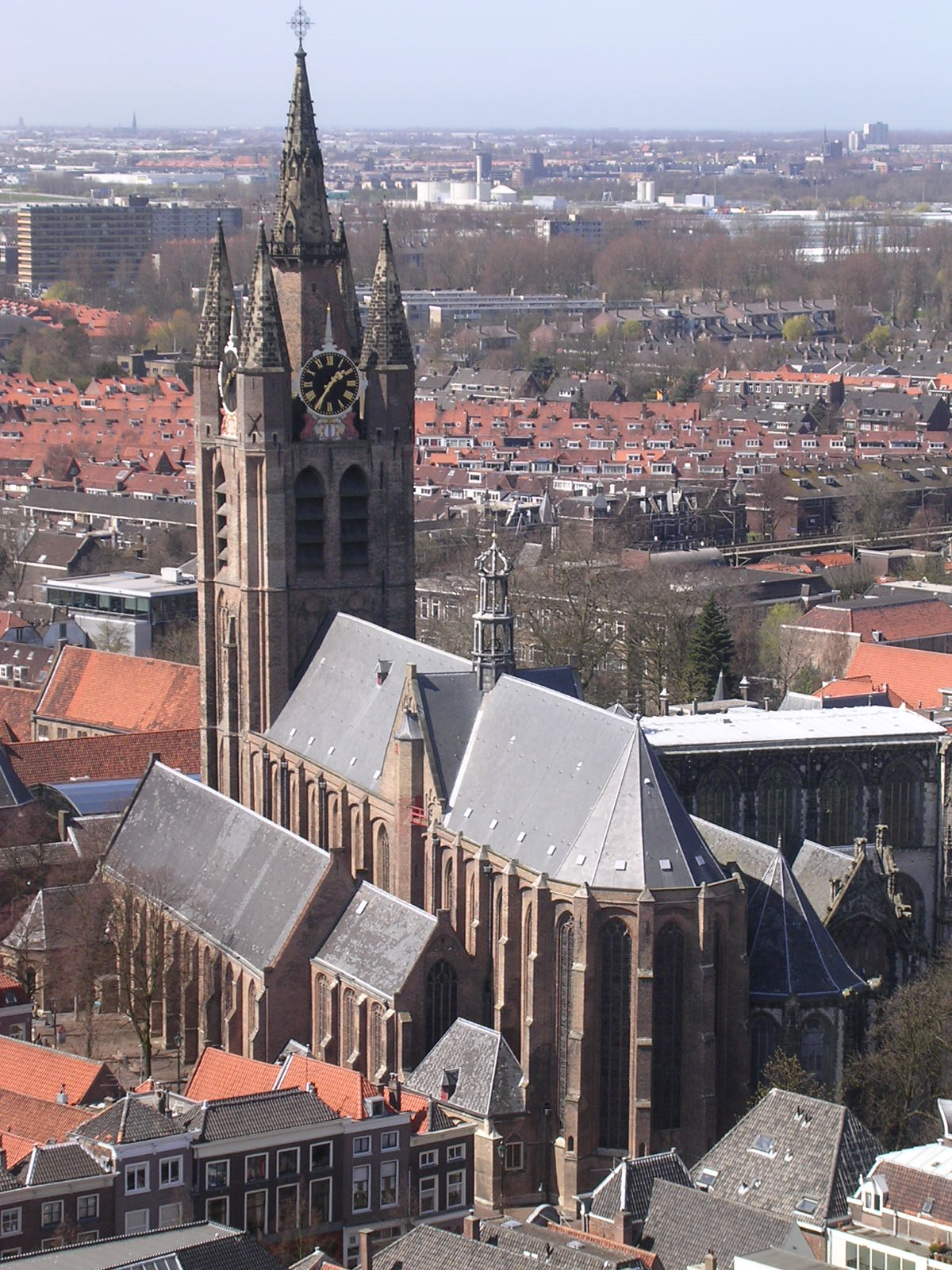
Стара церква (Делфт)

## Особи, пов'язані з містом

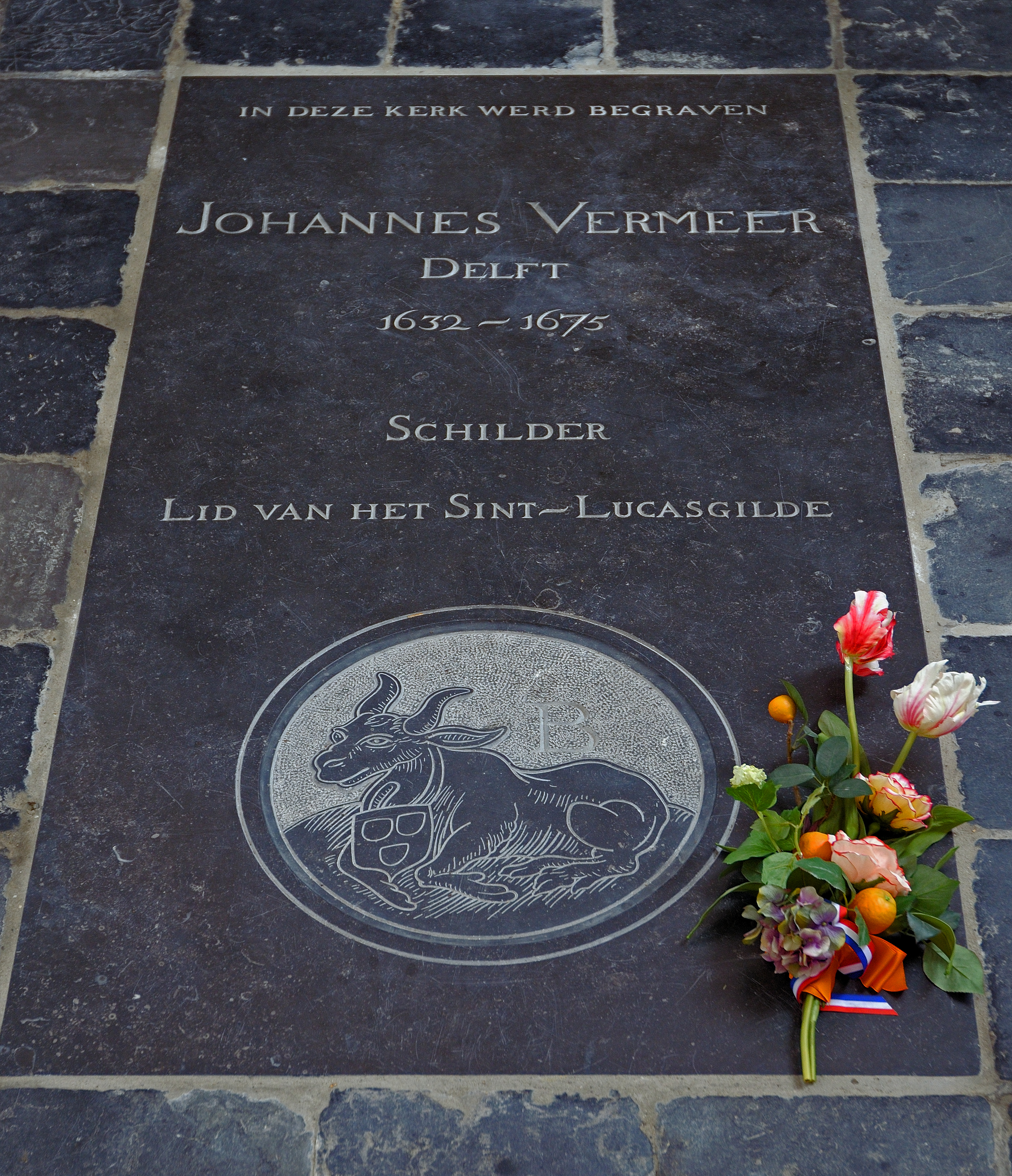
Меморіальна плита на честь Яна Вермера, що встановлена у 2007 році в Старій церкві (Oude Kerk)
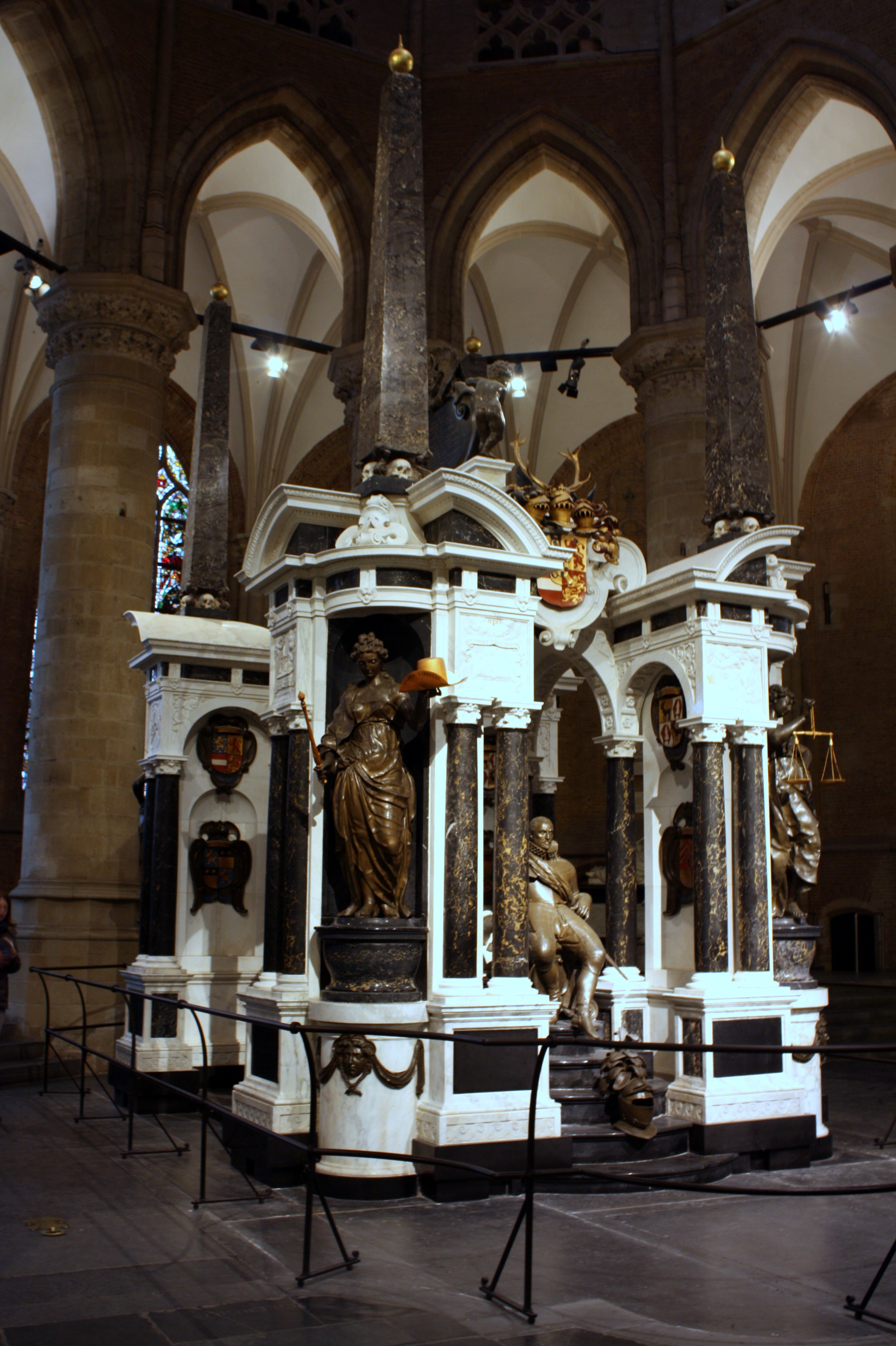
Надгробок принца Вільгельма І Оранського, 1623 р., загальний вигляд, Нова церква,  місто Делфт
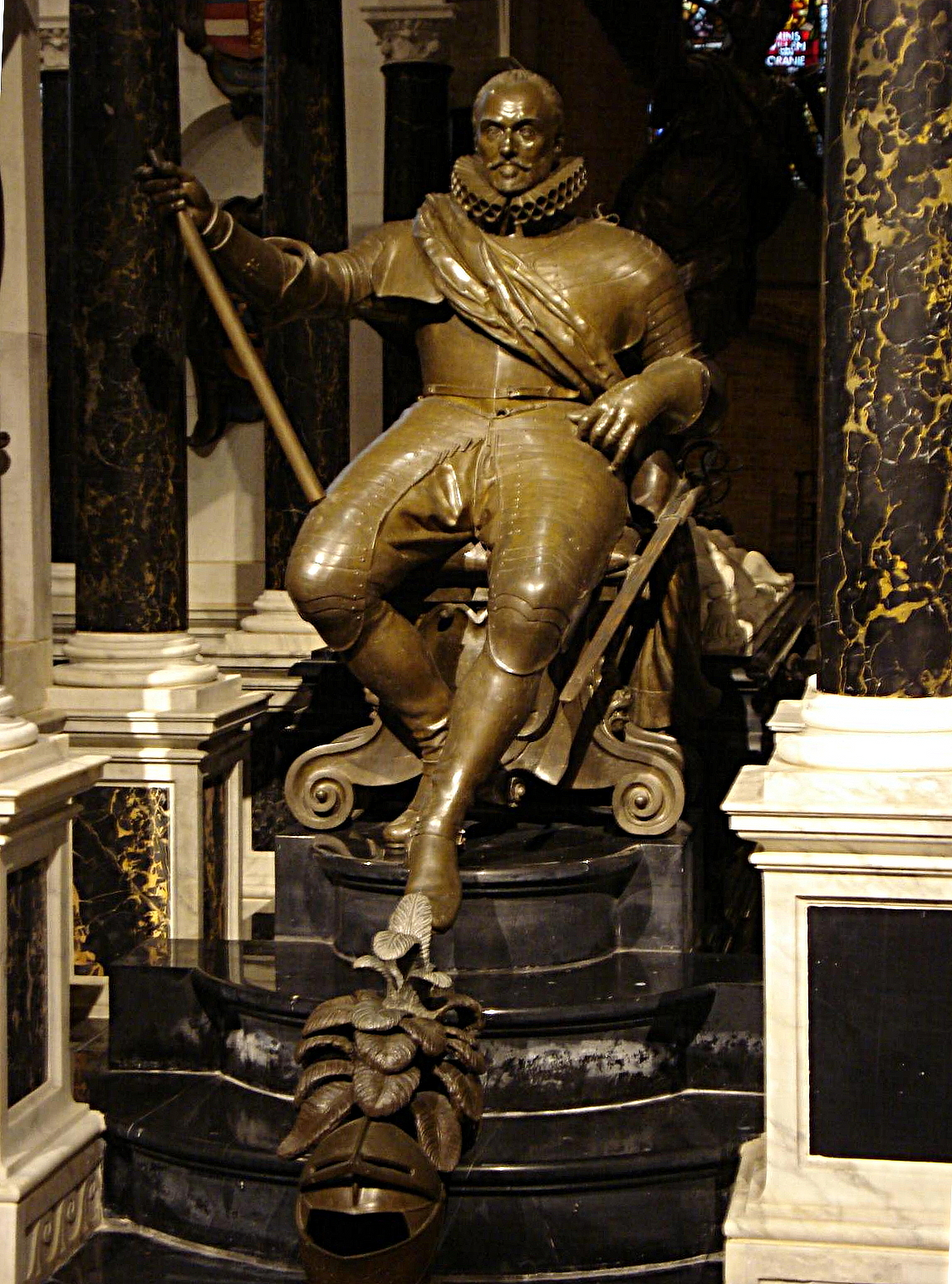
Надгробкова скульптура Вільгельма І Оранського, місто Делфт, об'єкт охорони  ЮНЕСКО

- Вільгельм I Оранський (1533—1584)
- Гуґо Ґроцій (1583—1645)
- Карел Фабріціус (1622 - 1654) - художник, член міської гільдії художників св. Луки, загинув в результаті вибуху порохового складу у 1654 р.
- Антон ван Левенгук (1632—1723) — науковець.
- Ян Вермер (1632—1675) — художник, прихильник побутового жанру.
- Якоб ван Велзен (1597—1656) художник-портретист
- Балтазар ван дер Аст (1593–1657) — художник натюрмортів з квітами.
- Деніел Мейтенс старший (1590—1648), працював у Англії.
- Пол Тейтар ван Ельфе (1823–1896) — художник, колекціонер мистецтва.
- Йоуп ван Неллен (1910—1992), футболіст, нападник збірної Нідерландів, учасник Чемпіонату світу з футболу 1934 року.

## Музеї міста
- Музей Принценгоф (Делфт)
- Музей Пола Тейтара ван Ельфе
- De Koninklijke Porceleyne Fles (фабрика-музей)
- Науковий центр Делфта

## Галерея обраних фото

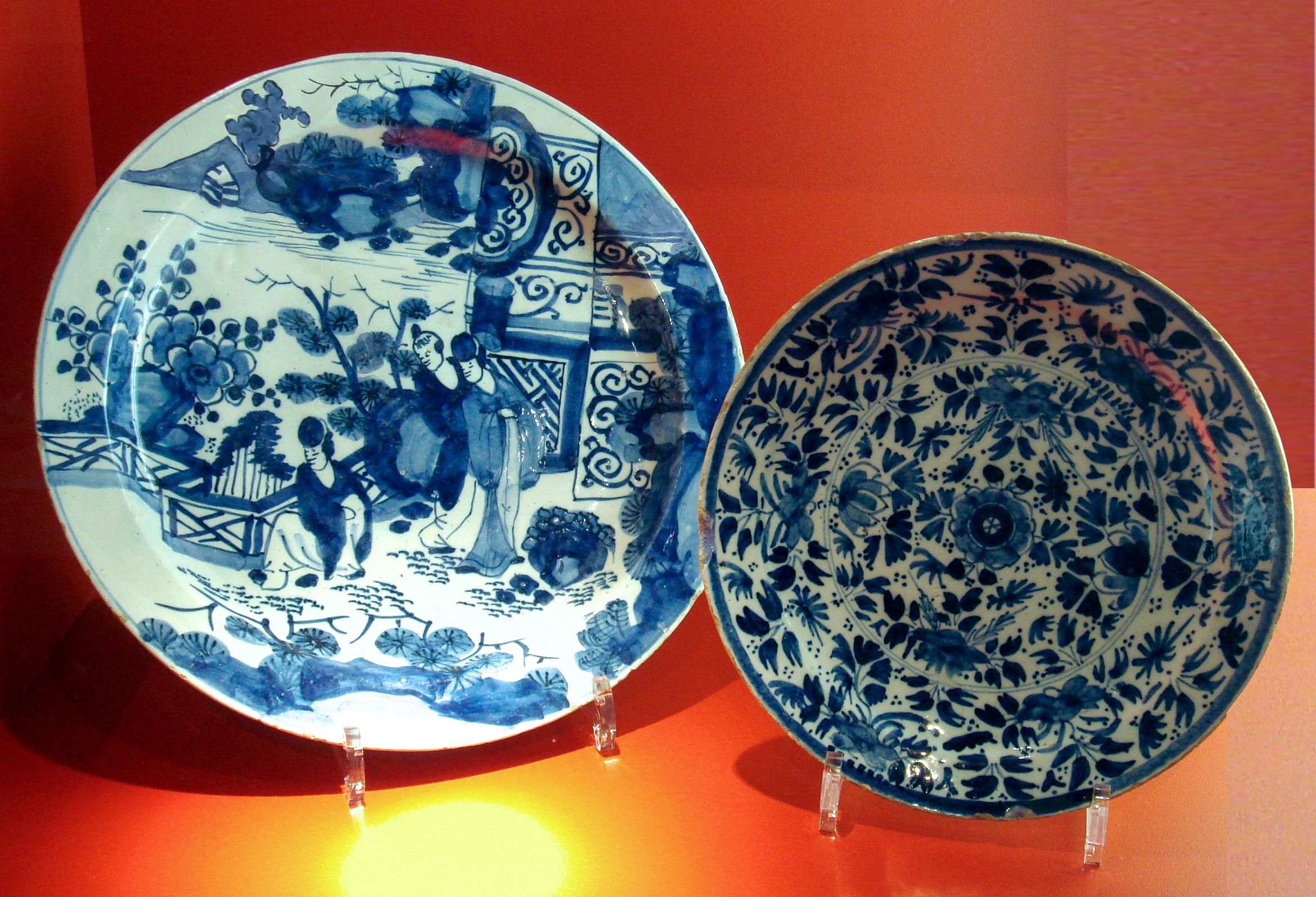
Зразки порцеляни Делфта початку 18 століття

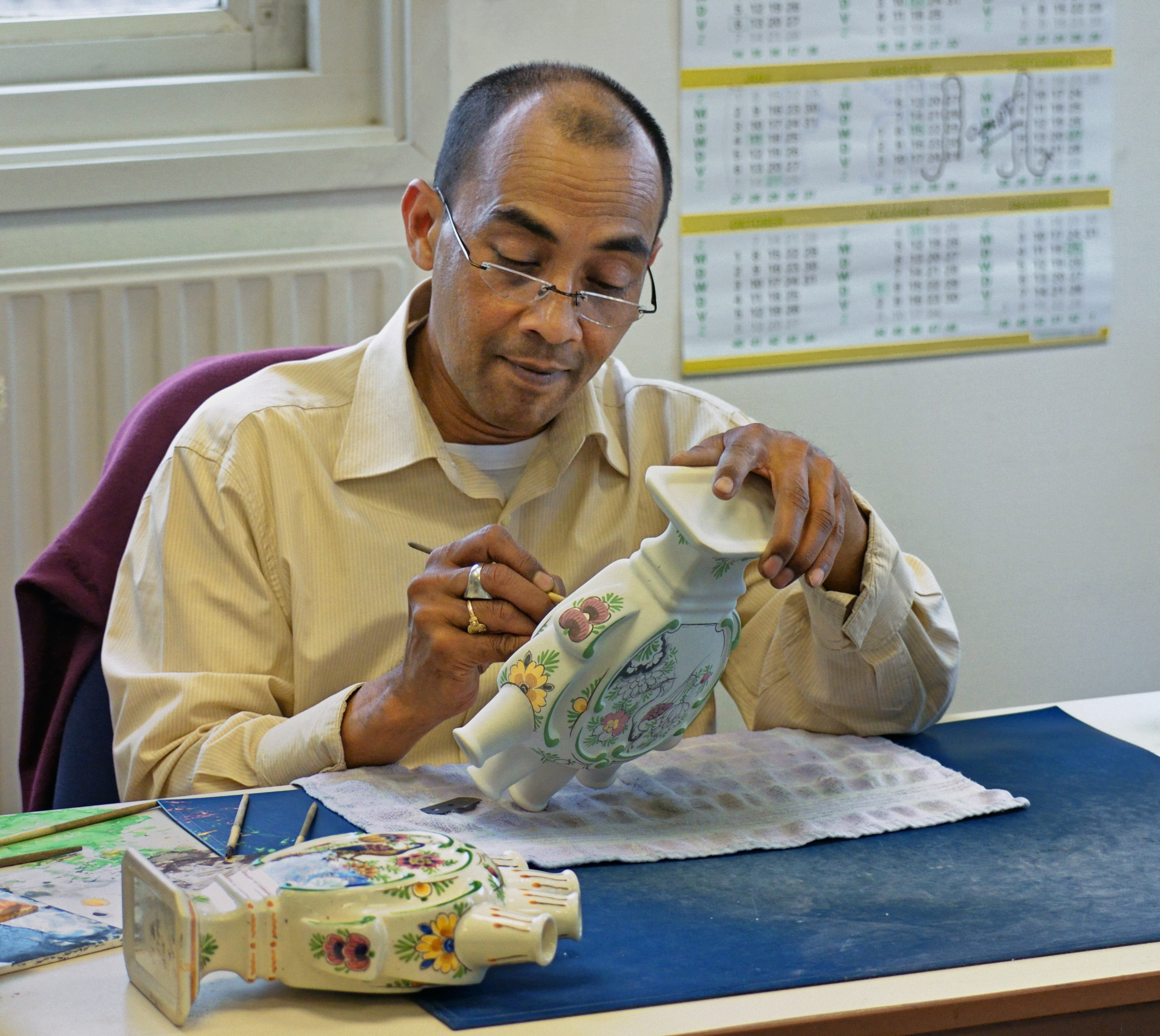
Розпис порцеляни. 2012 рік

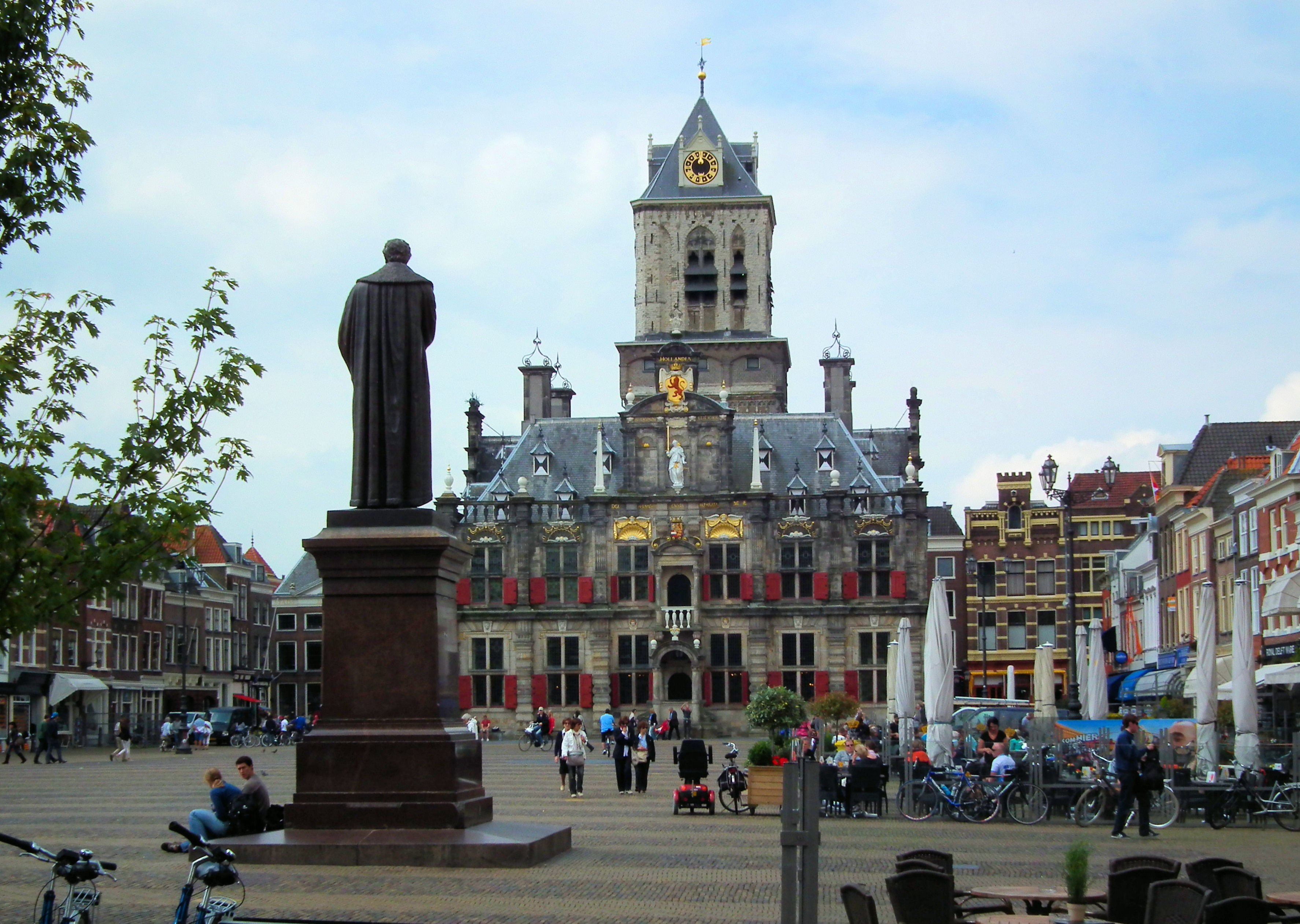
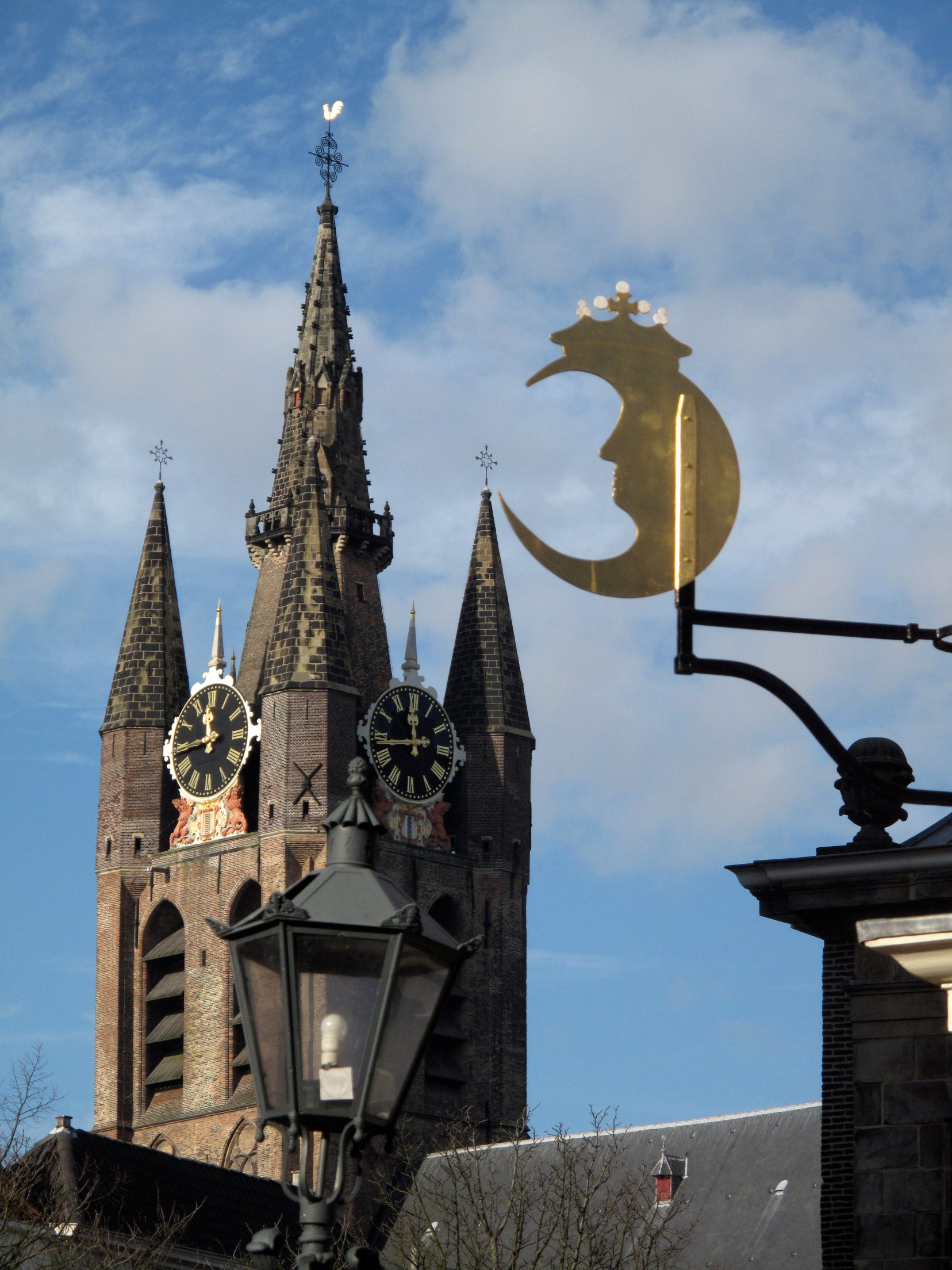
Вежа Старої церкви
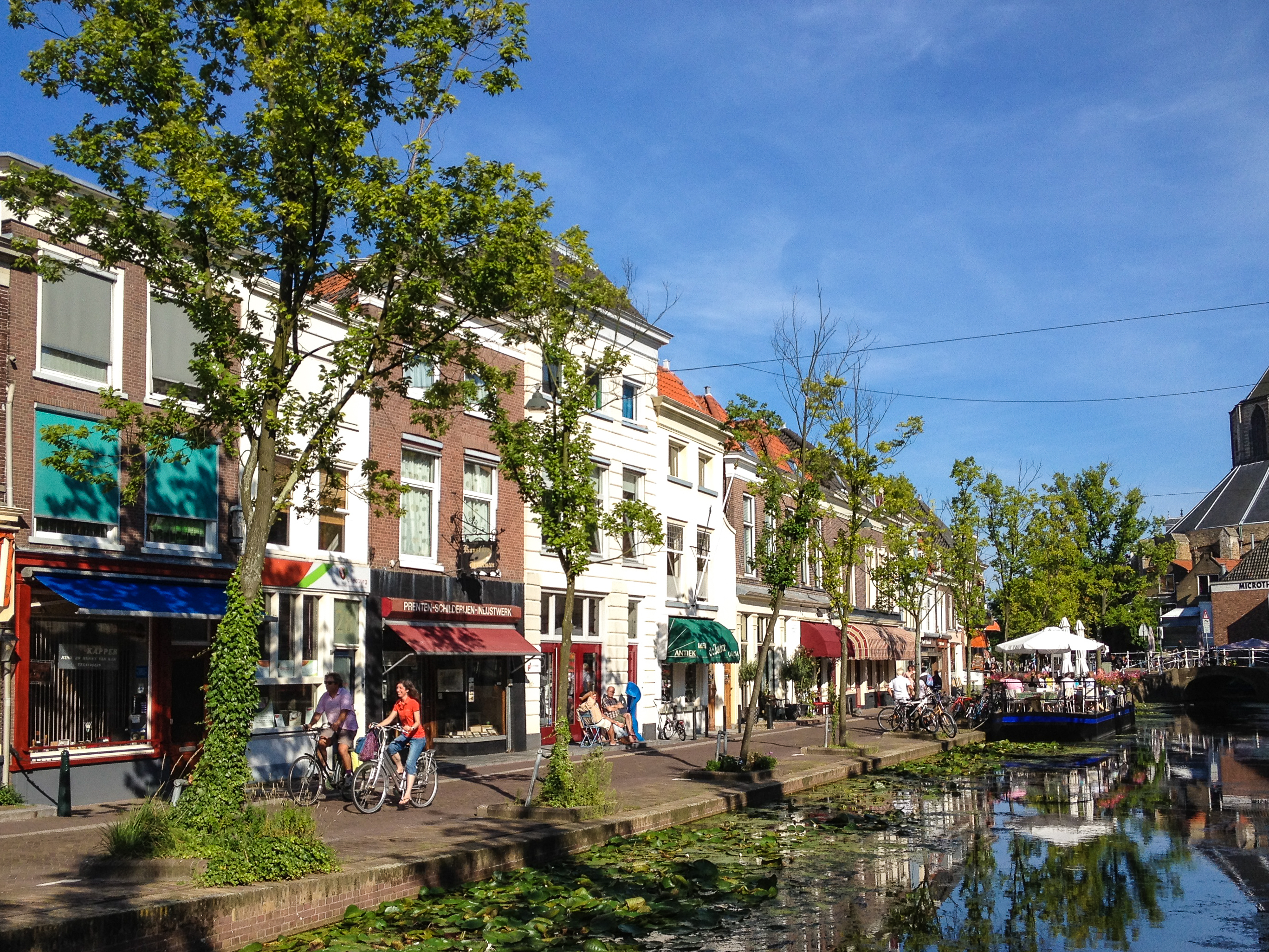
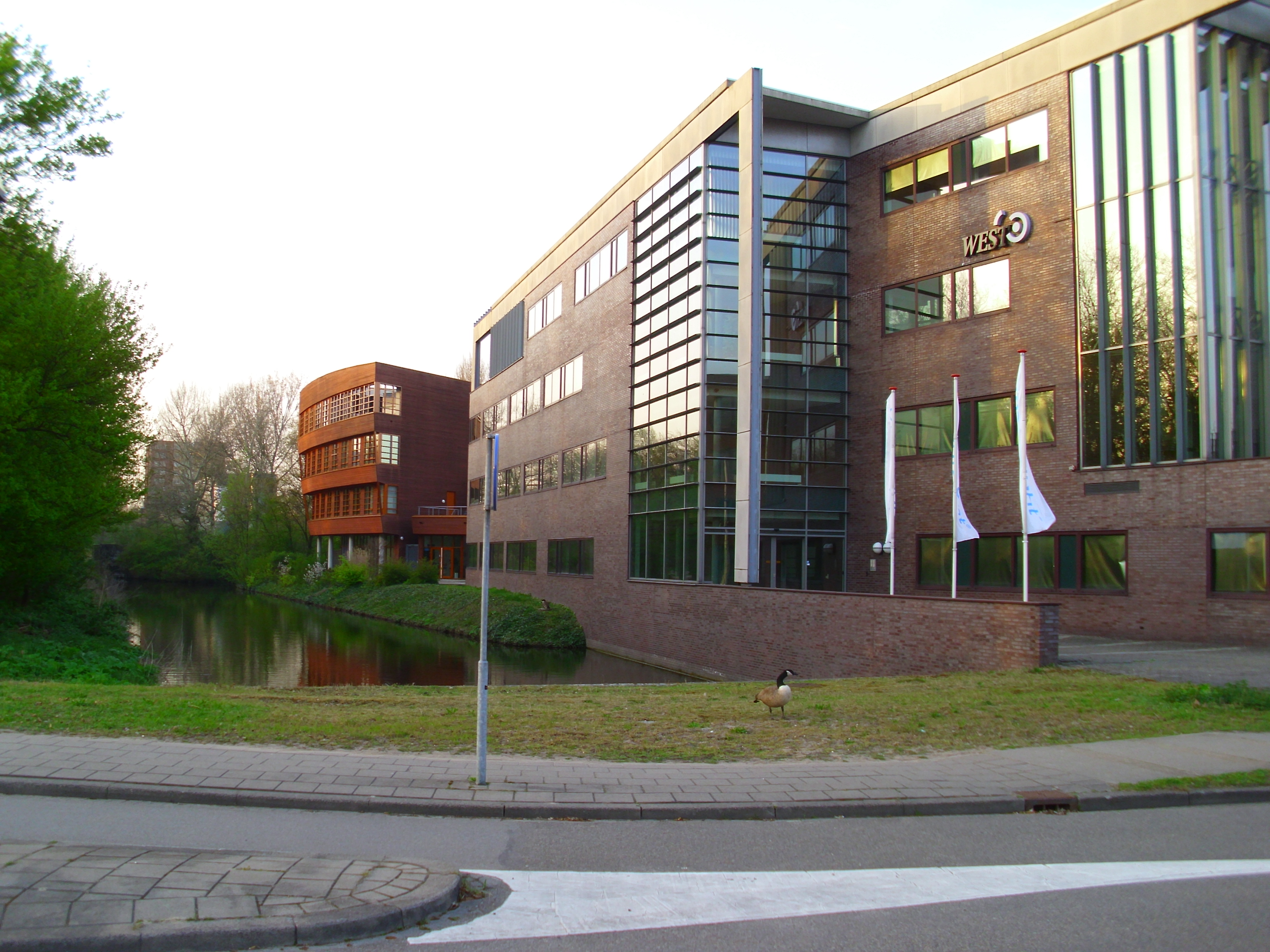
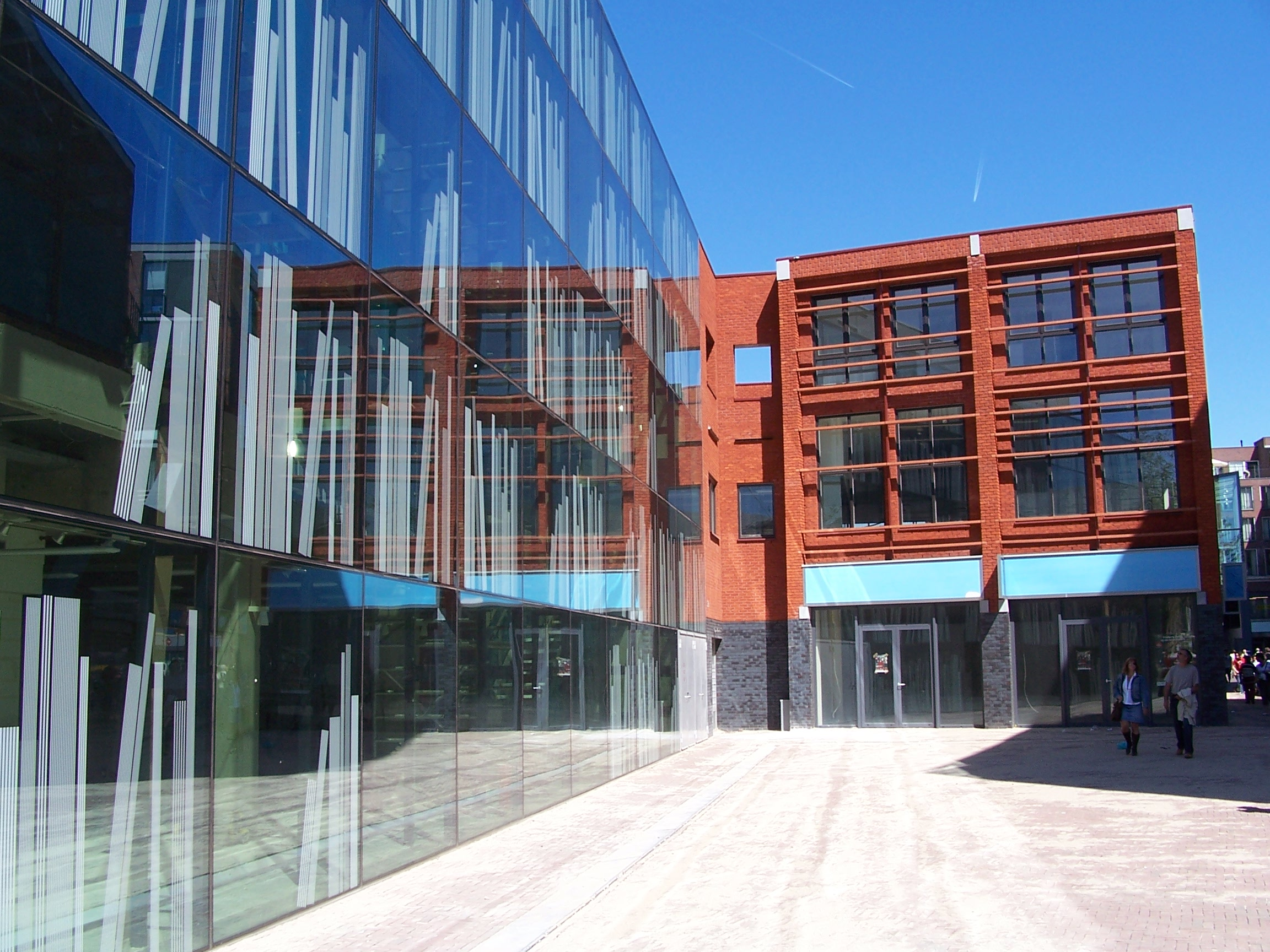
Публічна бібліотека
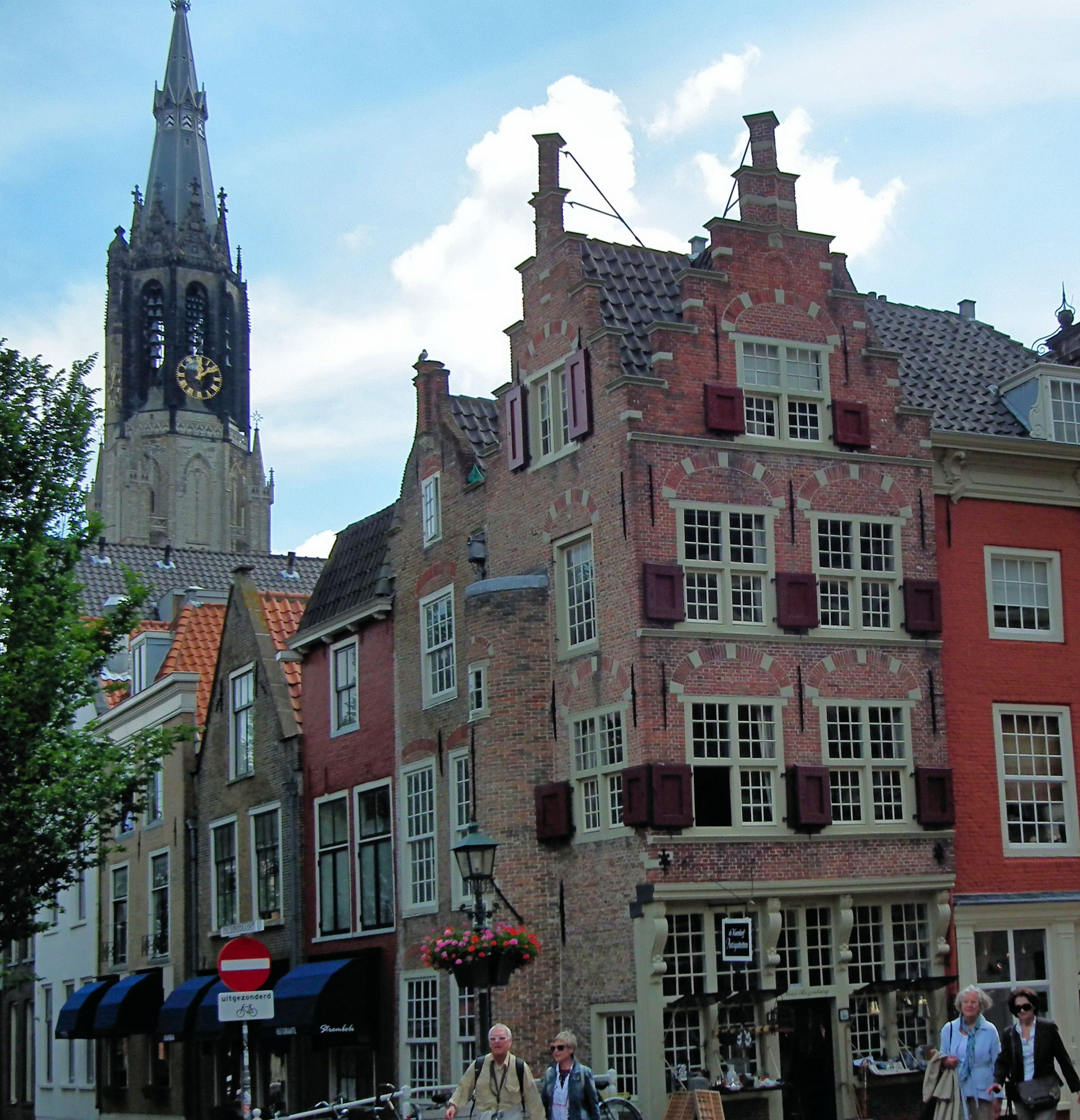
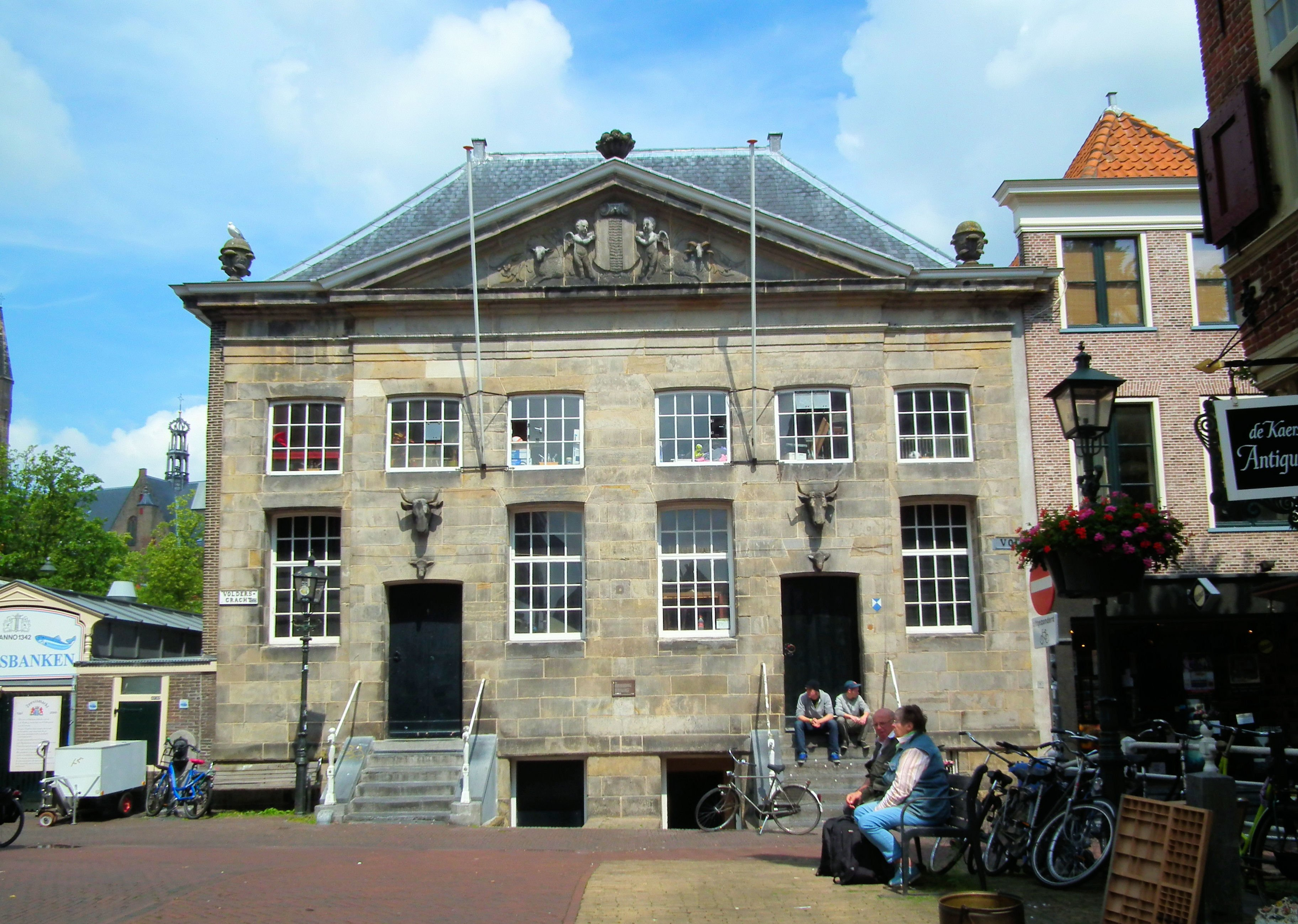
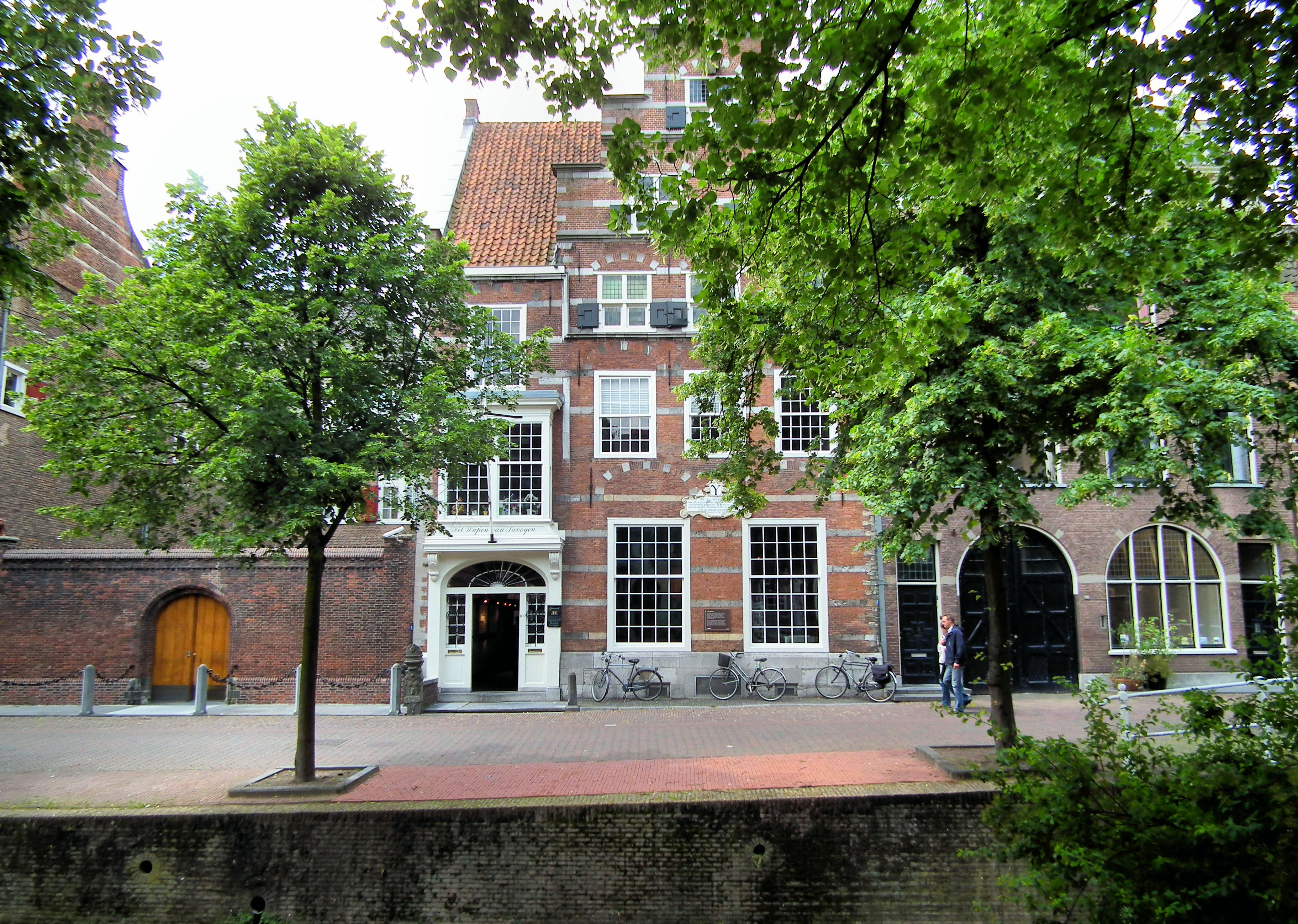
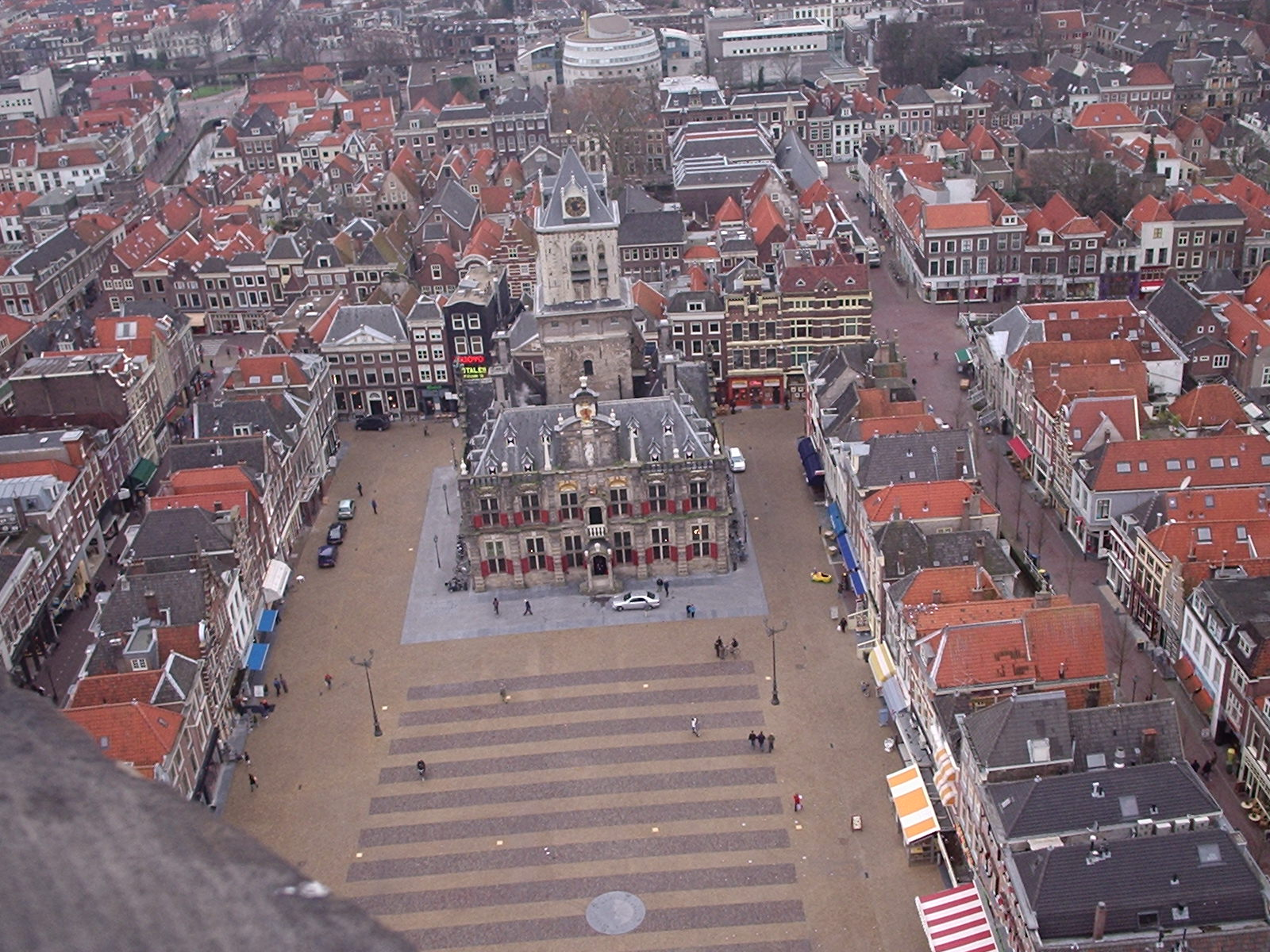
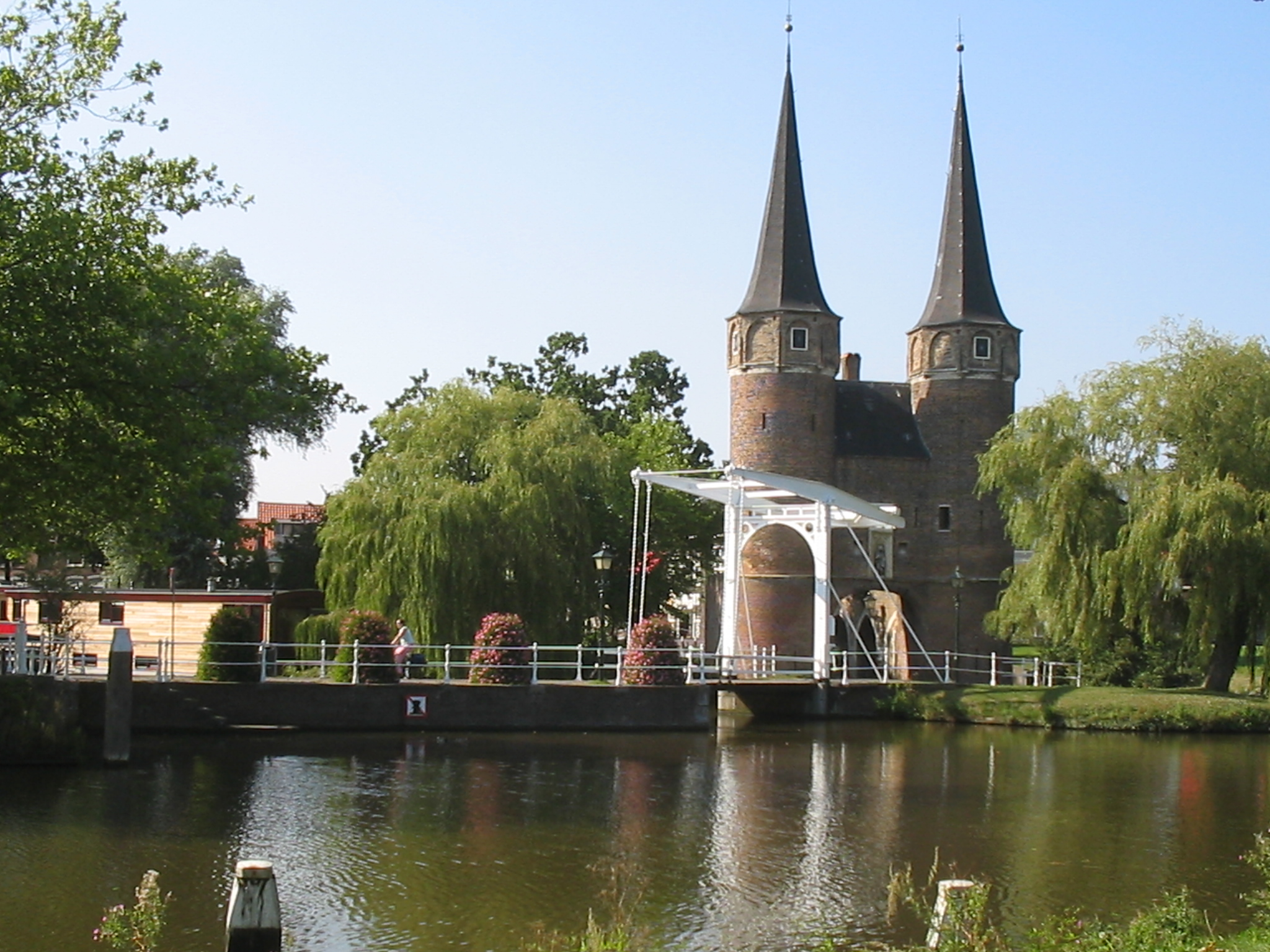
Східні ворота (Oostpoort). Збудовані близько 1400 року
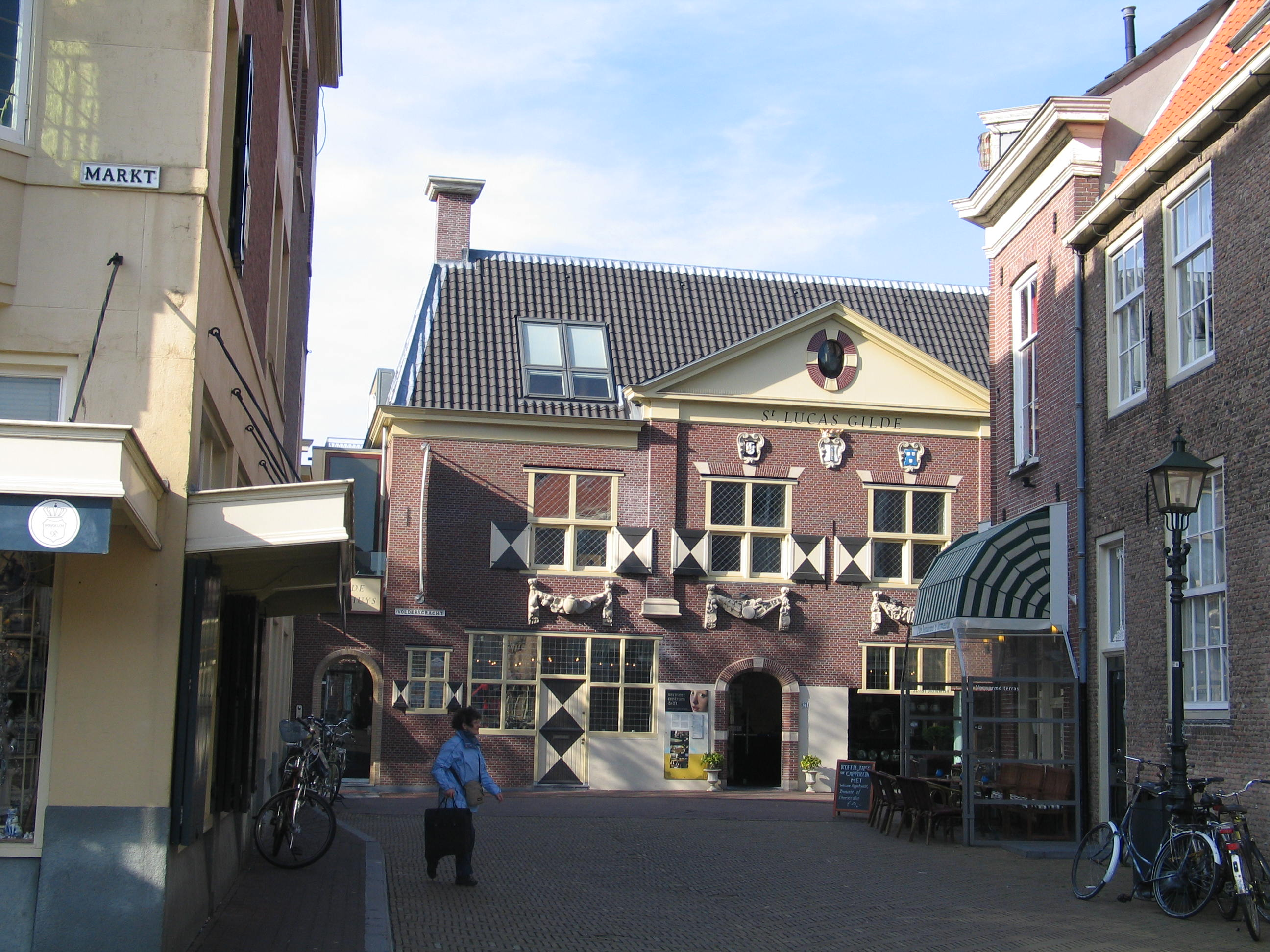
Історичний будинок гільдії Св. Луки, Делфтський Центр Вермера
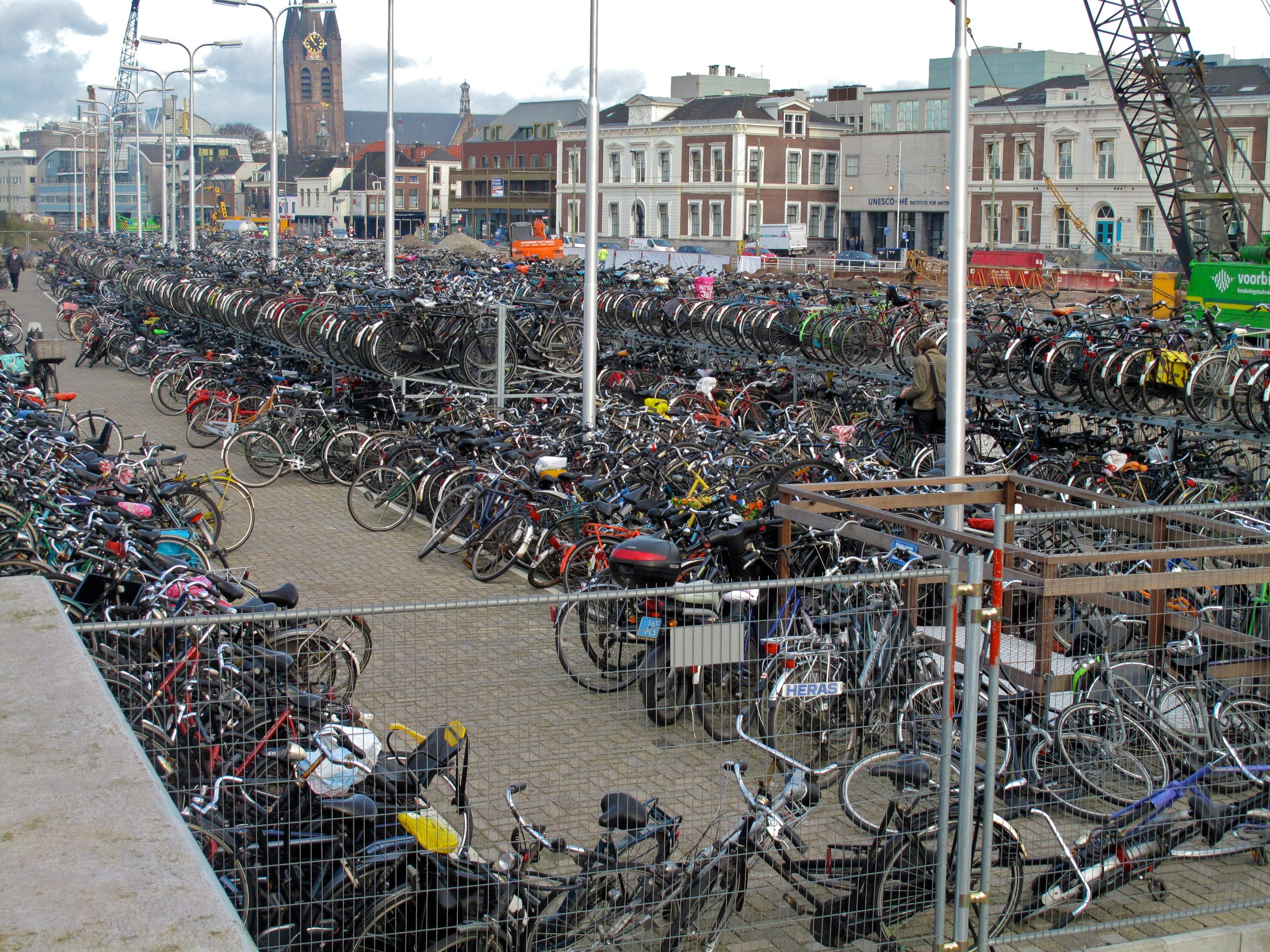
Майданчик для збереження велосипедів